# ورمندویلرز
ورمندویلرز (به فرانسوی: Vermandovillers) یک کمون در فرانسه است که در Canton of Chaulnes واقع شده‌است.

## خصوصیات
ورمندویلرز ۵٫۸۳ کیلومترمربع مساحت و ۱۱۲ نفر جمعیت دارد و ۸۲ متر بالاتر از سطح دریا واقع شده‌است.